# Ефимовка (Волгоградская область)
Ефимовка — село в Котовском районе Волгоградской области, в составе Моисеевского сельского поселения.
Население — 239 (2010)

## История
С 1928 года — в составе Камышинского района Нижне-Волжского края. С 1935 года в составе Серинского сельсовета село передано Ждановскому району Сталинградского края. В 1936 году постановлением президиума Сталинградского краевого исполнительного комитета от 16 января 1936 года № 116 был образован новый Ефимовский сельсовет в составе селений: Ломовка, Мурашка, Ефимовка, Ильинка и Калиновка, выделенных из Серинского сельсовета (по другим данным Ефимовский сельсовет выделен в 1938 году). В том же году Ждановский район включён в состав Сталинградской области (с 1961 года — Волгоградская область).
В 1953 году Моисеевский и Ефимовский сельсоветы были объединены в один Моисеевский сельсовет, центр село Моисеево. С 1963 года село — в составе Котовского района.

## География
Село находится в степной местности, в пределах Доно-Медведицкой гряды Приволжской возвышенности, являющейся частью Восточно-Европейской равнины, в балке, по правой стороне реки Большая Казанка, на высоте около 150 метров над уровнем моря. Почвы тёмно-каштановые.
К селу имеется подъезд от автодороги Котово - Даниловка. По автомобильным дорогам расстояние до районного центра города Котово — 13 км, до областного центра города Волгоград — 240 км.
Часовой пояс
Ефимовка, как и вся Волгоградская область, находится в часовой зоне МСК (московское время). Смещение применяемого времени относительно UTC составляет +3:00.

## Население
Динамика численности населения по годам:
| 1987 | 2002 |
| ---- | ---- |
| ≈230 | 243  |

| 2010 |
| ---- |
| 239  |